# István Kovács (calciatore 1992)
István Ádám Kovács (Szombathely, 27 marzo 1992) è un ex calciatore ungherese, di ruolo centrocampista.

## Carriera

### Club
Inizia a giocare nella squadra della sua città, l'Haladás.
Nel gennaio del 2012 si trasferisce al Videoton.

### Nazionale
Ha giocato con le nazionali giovanili ungheresi Under-17, Under-18 e Under-21. Con quest'ultima esordisce giocando 74 minuti nella gara persa 1-2 contro la Turchia.

## Palmarès

### Club

#### Competizioni nazionali
- Campionato ungherese: 2

Videoton: 2014-2015, 2017-2018
- Coppa d'Ungheria: 1

MOL Vidi: 2018-2019